# 基度山恩仇記
《基督山恩仇記》（法語：Le Comte de Monte-Cristo）是法國大文豪大仲馬的经典冒险小说，也被公認為是大仲馬最好的作品。在所有时期，它經常名列最佳小說榜。全書於1844年完成，分十八次出版。

## 故事
故事发生在1815年至1838年间的法国、意大利、地中海以及中東黎凡特地区。剧情在百日王朝前开始，并一直延续到路易-菲利普一世时代。历史背景也是小说的一大基本元素。冒险故事主要探讨了希望、正义、复仇、怜悯和宽容，着重描写了一位含冤下狱的人，后越狱、获得巨额财富，并对他的迫害者复仇的过程。然而，他的复仇对加害者和周围的无辜人士都带来了毁灭性的打击。

## 小说创作
法国警方档案保管人雅克·皮伽特（Jacques Peuchet）去世后，他所編著的自傳于1838年出版，其中包含了《基督山恩仇记》中复仇的理念的軼事，为大仲马提供了素材。大仲马在1846年版本中插入了这个故事。 1807年，住在尼姆（Nîmes）的鞋匠皮埃尔·皮卡德（Pierre Picaud）與一位富貴女子訂婚，被三个朋友：索拉里（Solari）、肖巴特（Chaubart）和卢皮昂（Loupian）所嫉妒（一說為彼此開玩笑過份了），在其結婚前夕向拿破崙政權诬告前者為一直跟法國敵對的英國間諜。另有第四人 Allut 得悉這「玩笑」但認為太低劣而沒有參與，卻也沒有檢舉此事。皮卡德被囚禁在在费内斯特雷莱堡（Fenestrelle Fort）七年，成为一位同樣被囚的富有的意大利神父的鄰居，后者对待皮卡德如同自己的儿子。七年後（1814年），拿破崙第一次被流放，皮卡德重獲自由，继承了其時已亡故的神父的遗产。皮卡德花费十多年时间寻找昔日仇人（Allut 告知皮卡德其所知），并用匕首刺杀了(或買兇殺了)肖巴特，毒死了索拉里。至于第三个人卢皮昂，在皮卡德被囚第二年迎娶了他的未婚妻，開了一家餐館並育有一子一女，皮卡德對他最痛恨，放火燒燬盧皮昂的餐館，将毒死索拉里的罪名嫁禍給了他的儿子，引誘他的女儿嫁給一名罪犯後檢舉他，女孩驚惧致死，最後皮卡德親自刺殺了貧窮如洗的盧皮昂。Allut 得知皮卡德這麼狠的復仇後擔心會對自己也出手，先發制人綁架並重傷了皮卡德，法國警方最終救出皮卡德，但其傷勢太重最終不治，二人死前所供出的一切成為了這件軼事檔案的全部根據，沒有其他證據佐證就結案了。大仲馬把故事年代設定改為拿破崙復位失敗第二次被流放後，誣告的罪名也因此改成與拿破崙復辟有關，重獲自由的原因則改為逃獄成功。而 Allut 這人則完全沒有出現，神父生前為皮卡德分析出原由和仇人。
在另一集“真实的故事”中，皮伽特描述了一个家族的毒害案。该故事在七星诗社（Pleiade）版本中出现过，明显是维尔福案的原型。七星诗社版中提到这是真实的故事：法利亚长老于1819年去世，类似于小说中的神父角色。至于唐泰斯在皮伽特中的命运则大不相同：他死在了卡德鲁斯一幕中。然而，在大仲马的其它两个作品中，唐泰斯有另一个自我。在1838年的"Pauline"版和1843年的"Georges"版中，描写了有黑人祖先血统的年轻人向侮辱他的白人报复的故事。
又有一說，大仲馬起初去各地旅行，在義大利沿海看到基督山島，覺得十分有趣。後來書商請他寫一部小說，他參考了1840年左右的社會離奇事件，發現上述的真人真事，於是將之與先前的基督山島結合，成為本小說的主軸。《基督山恩仇記》在法国《辩论报》（Journal des débats）上断续刊载了一百三十六期。

## 小说梗概

### 蒙冤入狱

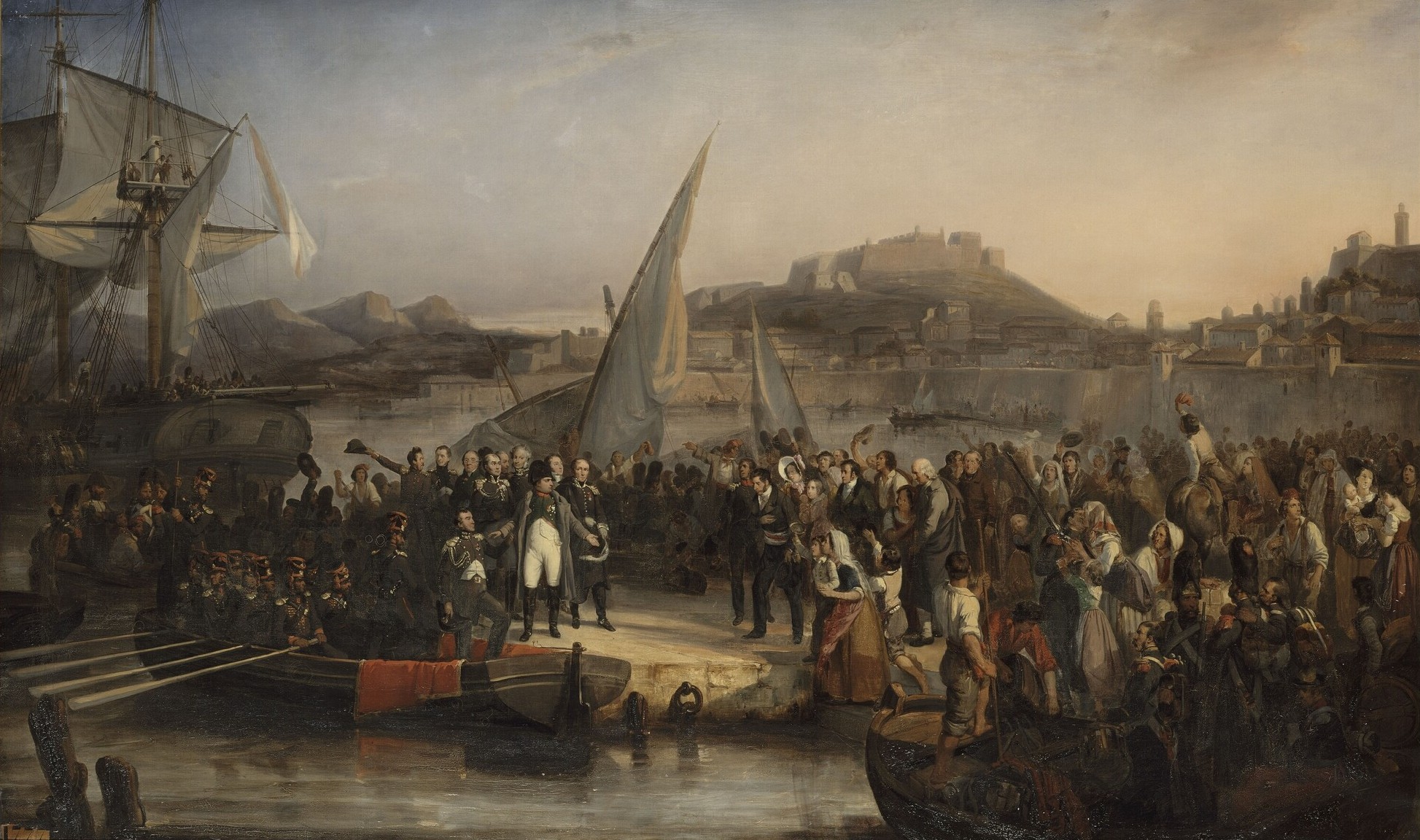
約瑟夫·博姆1836年所作的《拿破崙離開厄爾巴島》

在1815年，正值拿破崙被流放厄尔巴岛时，一名少年得志的商船水手愛德蒙·唐泰斯回到家鄉馬賽，春風得意的他有望正式成為他這趟航海中代理船長職務的商船的船長，並準備迎娶他的未婚妻美蒂絲。但唐泰斯在不知情之下為前船長轉交的郵件（故事中暗示這些信件與拿破崙復辟有關），卻讓兩名妒忌他成功的舊識──記帳士唐格拉爾與漁夫費爾南得到陷害他的機會。馬賽的首席檢察官維爾福雖然平時為人正直，也明白唐泰斯是無辜受累，但當他發現信件收信人是他父亲後，決意自保的他就未審先判將唐泰斯終身監禁於海上的孤島監獄伊夫堡並且於湮滅作為證據的信件。

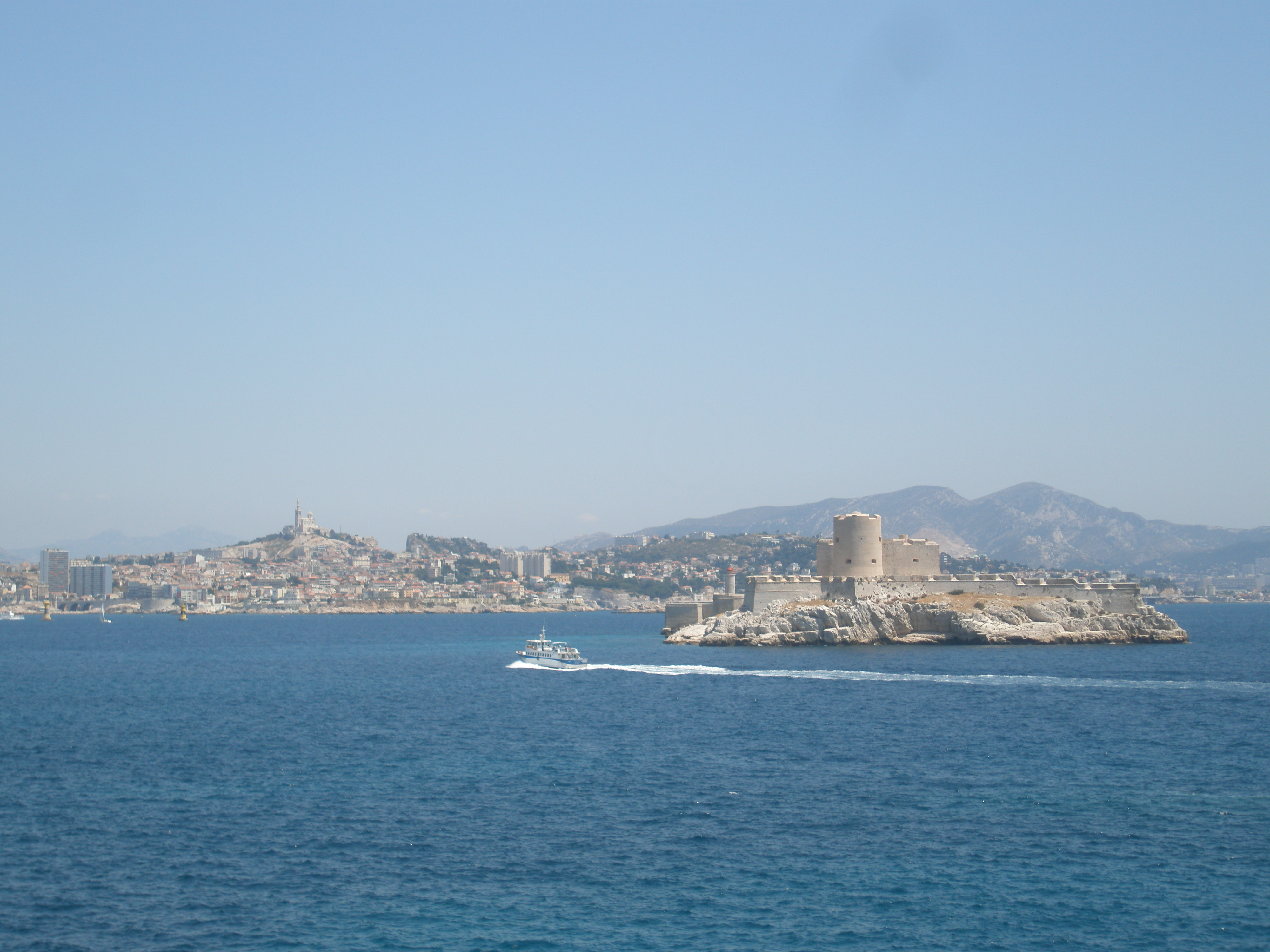
弗留利群島最小的島嶼的伊夫島，其上是岩石築成的伊夫堡監獄，遠處是馬賽

在他被囚在伊夫堡的十四年中，他與一名聲稱握有一筆文藝復興時期失落財寶秘密並試圖挖地道逃獄的老囚犯亞伯·法利亞神父成為朋友。法利亞提點唐泰斯遭人陷害的事實，且將一生所學教授於唐泰斯，並在死前將財寶的所在地基督山小島告訴他。1829年，法利亞死去後，唐泰斯便装扮法利亞的屍體逃離伊夫堡，並被一艘走私船給救起，在跟走私犯一起工作數個月後，他來到基督山，他佯裝成受傷的模樣，並說服走私犯暫時將他置於基督山，趁著這段時間前往財寶的藏置處。在找到財寶之後，唐泰斯回到故鄉馬賽，然而迎接他的卻是摯愛的父親已經在貧病交加與失去愛子的絕望中死去的消息；他訂製一艘船將所有的財寶載走，並藉由向托斯卡尼政府收購基督山取得伯爵的頭銜。

### 重访旧友
唐泰斯开始计划他的复仇，但在那之前，他帮助一些在他入狱前帮助过他的人。唐泰斯首先化妆为布沙尼神父拜訪老鄰居卡德鲁斯──一名貪婪、知情但並未加害於他的裁縫。唐泰斯以寶石誘使潦倒的卡德鲁斯說出當年一眾仇敵的現況──費爾南憑藉軍功成為莫爾瑟夫伯爵，並成為美蒂絲的丈夫；唐格拉爾成為男爵，富有的銀行家；維爾福則成為巴黎的檢察長。同時也得知曾經賣力拯救他的旧日老板莫莱尔正处在破产边缘上的消息，於是他假扮成为银行家，先买断莫莱尔所有的债务，并無視莫萊爾因最後的商船法老號沉沒註定無力償還的局面給予3个月的寬限。3個月後，正當莫莱尔準備自杀時，他與他公司的命運卻在所有债务均被神秘还清與法老號完好如初入港的奇蹟下起死回生。
拯救恩人一家的唐泰斯在暗處目睹一切，並在離開前立下斷絕情義，僅為復仇而活的宣言：
「永別，仁慈，人道和感激！永別，一切高貴的情意，我已經代天報答善人。現在复仇之神授于我以權力，命我去懲罰惡人！」

### 罗马的狂欢节

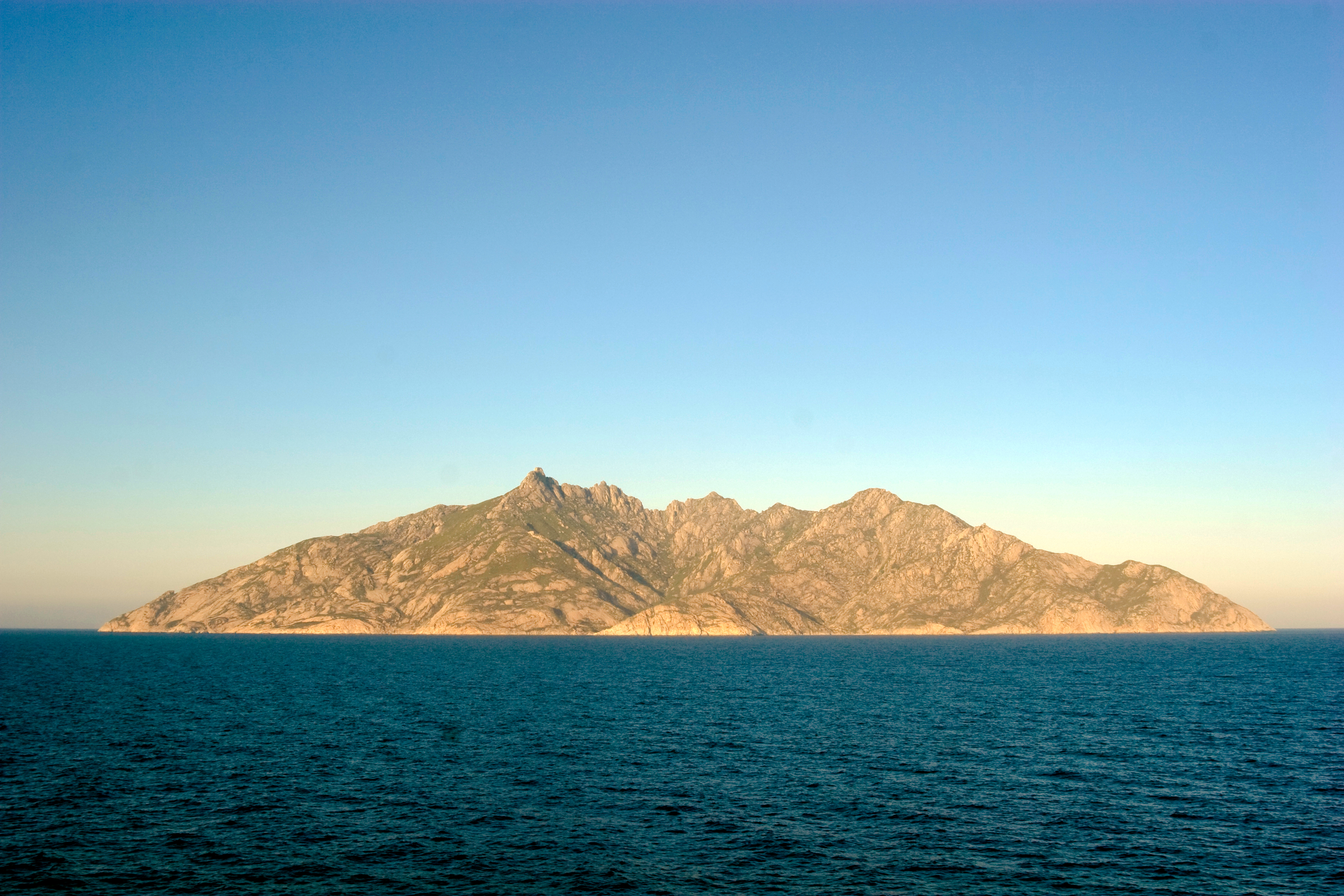
從北眺望人煙稀少的基督山島

九年後，兩名來自巴黎的年輕貴族阿爾貝子爵及法蘭茲前往義大利遊歷，並打算參加羅馬久富盛名的狂歡節；正當兩人正為租不到馬車參加慶典而發愁時，下榻同一間旅館的神秘房客──基督山伯爵伸出援手。法蘭茲因之前的幾次巧遇，知道伯爵以水手辛巴達的化名遊走於走私者與土匪之間而有所疑慮，但個性樂天的阿爾貝卻完全被富比王侯、異國美女相伴且談吐不凡的伯爵所折服。伯爵十分友善款待兩人，並邀兩人一同參觀狂歡節高潮的處決儀式（同時他插手撤銷其中一位罪人的死刑）；在席間，伯爵意有所指談及他對裁罰的看法，認為簡潔的死刑並不足以令罪人贖罪，惟有令他活生生嘗到與受害者相同的痛苦才有意義。之後，他將他豪華的專用馬車借給兩位年輕人參加狂歡。
在狂歡遊行上，阿爾貝一心尋訪豔遇單獨行動，結果被土匪羅吉·萬帕所獲，萬帕致信法蘭茲限期一天交出鉅額贖金，否則阿爾貝性命堪慮。法蘭茲無法，只好求助於伯爵，結果伯爵僅僅靠著親自出面就讓阿爾貝重獲自由（因為伯爵所救的死刑犯正是萬帕的黨羽）；而當脫險的阿爾貝向伯爵表示希望能有所回報時，這位神秘的貴人向他表示自己正有一訪巴黎的打算，請阿爾貝在3個月後自己到達巴黎時將自己引薦給巴黎的社交界與他的父母。
然而，阿爾貝不知道這一切並非巧合，因為他正是當年出賣唐泰斯、奪走美蒂絲的漁夫費爾南的獨生子。

### 巴黎騷動
三個月後，伯爵依約移居巴黎，立即以闊綽的出手與高雅、神秘的舉止風靡這座城市，並不動聲色接近他的仇敵。他先以財力折服唐格拉爾，得到從他的銀行無限支取的信用額度。接著再在贈與唐格拉爾夫人的駿馬上動手腳，使馬匹在維爾福的妻子借用時失控，伯爵藉著出手相救接近維爾福一家，且靠著一套生死與意志的高論博得維爾福的敬重。至於馬爾多夫（費爾南）一家，更是毫無戒心歡迎著愛子救命恩人的到訪──然而，他昔日的摯愛美蒂絲似乎察覺他的真實身分。同時，伯爵也在阿爾貝家遇見昔日恩人莫萊爾的兒子，投身軍旅的馬克西米連，伯爵非常喜愛馬克西米連，甚至想將自己扶養長大的希臘美女海蒂許配給她，卻不知道他與維爾福美麗善良的女兒瓦朗蒂娜是一對私下交往的情侶。
早在數年前，伯爵就由前走私者貝爾圖喬那得知，當時喪偶的維爾福曾與當時在另一段婚姻中的唐格拉爾夫人發生不倫並生下一名私生子；這名遭到維爾福遺棄的孩子雖然被貝爾圖喬的嫂嫂收養並命名作貝爾帝托，但卻成長為一名殺害養母、製作偽鈔的惡棍。伯爵以他的另一個化名威廉莫爾爵士幫助將貝爾帝托越獄，再將他偽裝成富有的義大利貴族青年「安德列‧卡瓦爾康蒂子爵」，然後在一個極為諷刺的場合上將他介紹給維爾福與唐格拉爾家族──他刻意挑選當年維爾福與唐格拉爾夫人幽會的位于奥特伊的豪宅舉行宴會，並繪聲繪影講敘他發現一具包裹貴族家徽的嬰屍的古怪故事；維爾福與唐格拉爾夫人因此心神不寧，卻渾然不知兩人正與自己當年的不義之子共處一室。

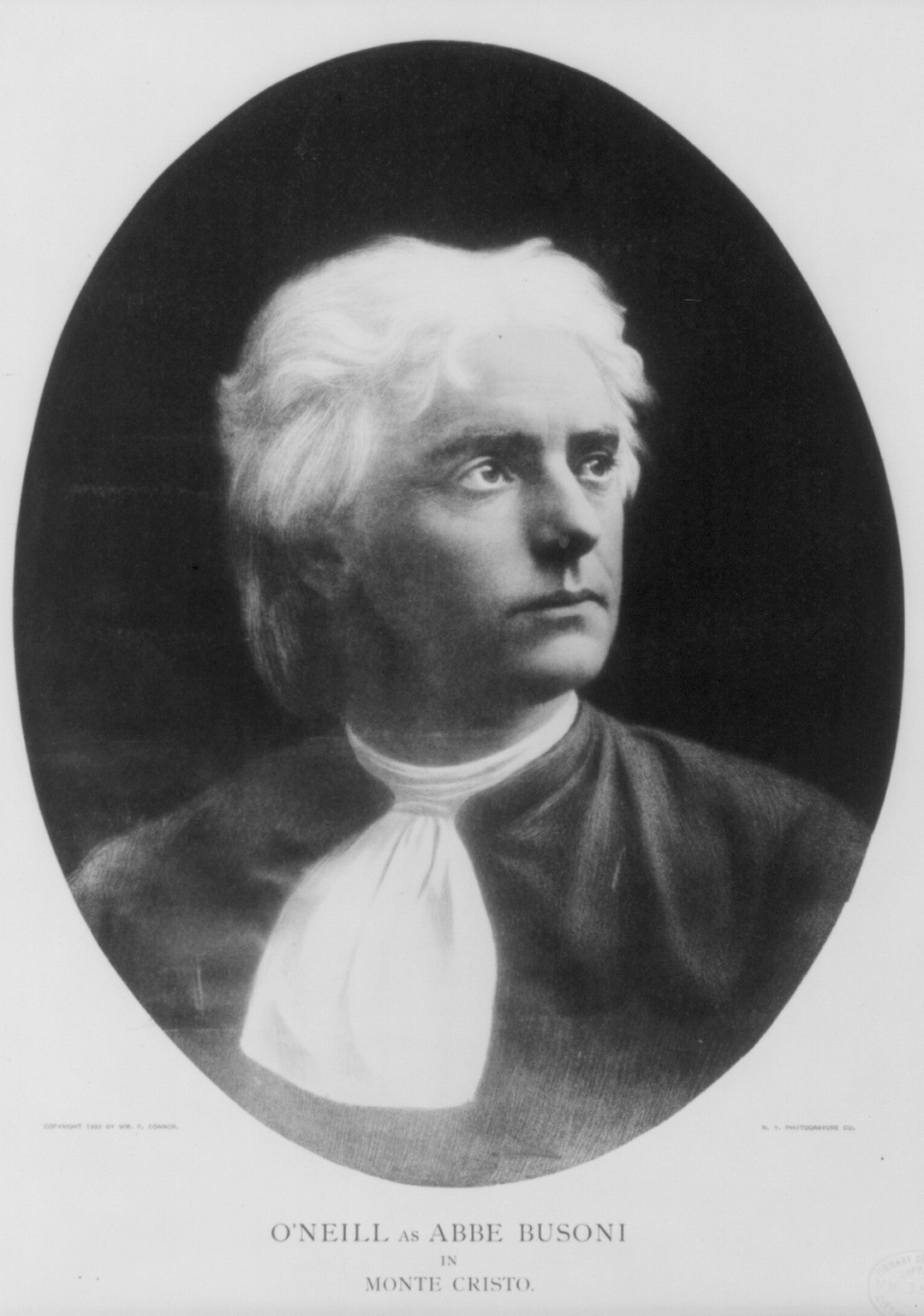
美國演員詹姆斯·奧尼爾扮演的布索尼神父，詹姆斯·奧尼爾是諾貝爾文學獎得主尤金·奧尼爾的父親

檢察官家庭的現況也給伯爵可趁之機：維爾福的續弦妻子愛蘿綺絲想讓親生兒子獨占家產，視前妻留下的瓦朗蒂娜為眼中釘，洞悉一切的伯爵刻意接近愛蘿綺絲，再「不經意」透露給她毒藥技術。愛蘿綺絲首先毒殺來訪的瓦朗蒂娜外祖父母聖‧梅朗夫婦，接著再對瓦朗蒂娜最後的庇護者──全身癱瘓但神智清明的祖父諾瓦蒂埃下手，所幸諾瓦蒂埃因一直服用同成分的藥物治病而有抗性，這次下毒僅僅毒死他的僕人。維爾福得到診斷醫師的警告，得知連串的橫死皆是毒殺，感到惶惶不可終日。
在伯爵的引介下，化身安德列子爵的貝爾帝托開始追求原來已經許配給阿爾貝的唐格拉爾千金歐熱妮，唐格拉爾也因為近期的投資失利（同樣出於伯爵的暗中策畫，使得错误的电报发来，声称西班牙国王已經逃离布爾日）急需子爵謊稱擁有的財富，打算取消女兒與阿爾貝的婚約。為名正言順取消婚約，唐格拉爾向媒體揭發馬爾多夫子爵當年的劣跡：十多年前，尚是一名軍官的費爾南被派至希臘協助約阿尼納的統治者艾林·鐵貝林抵禦土耳其人，卻將之出賣、令其喪命並販其妻女。醜聞纏身的費爾南接受國會調查，一度憑藉著威望與名聲令審理往有利方向發展，但海蒂忽然出現，向公眾表明自己正是慘死的艾林·鐵貝林的遺孤，她當庭細數費爾南的罪狀，終令費爾南無可抵賴、身敗名裂。

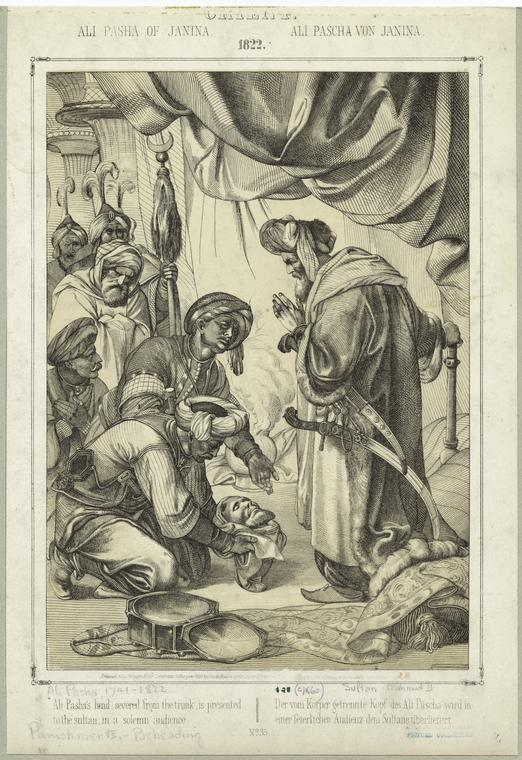
阿里帕夏的首級被獻給馬哈茂德二世蘇丹

阿爾貝認為唐格拉爾與海蒂皆受基督山伯爵指使，要求決鬥，眼見伯爵就要完成他理想的復仇──一如他們害死自己父親般奪走仇人的至親骨肉，美蒂絲卻深夜來訪央求他放愛子一條生路。面對依然記得他的美蒂絲，伯爵展示當年費爾南與唐格拉爾陷害他的證據證明他復仇的合理性，但美蒂絲的一番哀求仍舊軟化他，隨後告知美蒂絲將故意死於決鬥來保全阿爾貝的性命。隔天早晨，伯爵依約前往決鬥，但美蒂絲返家後也將真相告知兒子，阿爾貝明瞭父親有負伯爵，隨後致歉並放棄決鬥。費爾南聽聞兒子空手而回，怒不可抑親自前往伯爵家，卻因為伯爵揭露自己唐泰斯的真實身分而嚇的魂不附體；他逃回家中，又碰巧撞見美蒂絲與阿爾貝因為不齒他的作為棄家而去。費爾南萬念俱灰，最後以手槍結束生命。
另一方面，就在貝爾帝托即將騙得婚約之際，他昔日的獄友卡德魯斯（此人正是當年唐泰斯的那位鄰居，他因為一時貪念殺害前來鑑定布沙尼神父所贈寶石的寶石商而入獄）前來威脅揭發他的秘密；貝爾帝托隨誘騙卡德魯斯前往伯爵宅邸行竊，打算藉伯爵之手將他殺害，但伯爵認出來者的身分，隨後又一次化身布沙尼神父現身卡德魯斯面前，面對布沙尼神父威嚴的逼問，卡德魯斯羞愧寫下貝爾帝托偽裝子爵的證詞，但旋即在離開時被埋伏在一旁的貝爾帝托刺殺。伯爵讓垂死的卡德魯斯留下貝爾帝托殺害自己的口供，並揭露自己的真名令他在死前悔改，然後，他把關於貝爾帝托殺人的供辭交予警方，而將另一分證詞藏起來。
瓦朗蒂娜向祖父吐露自己心有所屬，有意成全的諾瓦蒂埃刻意揭露自己在革命時期以決鬥殺死瓦朗蒂娜未婚夫法蘭茲之父的秘密使他撤銷婚約，並立下遺囑將財產留給瓦朗蒂娜，現在瓦朗蒂娜已經繼承祖父與外祖父兩家的財富，讓繼母愛蘿綺絲相信謀害她的時機已到，向她下毒。然而，已有警覺的諾瓦蒂埃事先讓孫女飲用自己的藥水來適應毒性，瓦朗蒂娜僅因此陷入昏迷。馬克西米連請求伯爵拯救愛人，伯爵雖吃驚，但仍決定出手相助；他挖掘秘道潛入維爾福家中，在愛蘿綺絲再次投毒時讓瓦朗蒂娜服下假死的藥，再偷偷將她從墓室帶走。而愛蘿綺絲的惡行也走到盡頭，維爾福終於確定妻子是一連串毒害事件的真凶，限她在自己今天返家前自我了斷。
維爾福離家審理的正是貝爾帝托的案件──伯爵刻意在他與唐格拉爾家結婚之日將揭發偽造身分的證據交與警方，使貝爾帝托變回成一名殺人的逃犯，在他被捕後，伯爵差貝爾圖喬進入監獄，告知貝爾帝托其身世和隱情，在庭上，無恥的貝爾帝托一如伯爵所料揭示自己私生子的秘密，令維爾福的一生清譽毀於一旦。維爾福六神無主、當庭認罪，恍惚逃回家中試圖阻止妻子自殺，卻發現愛蘿綺絲不但自己服毒，還一併帶走兒子愛德華，伯爵登門欲告知仇債已償，卻發現自己害死無意加害的稚兒，維爾福也因此發瘋。

### 救贖
此時，伯爵僅剩的仇人唐格拉爾已經丟下破產的事業與掃地的名聲，隻身捲走醫院信託的500萬法郎逃亡。伯爵一路追蹤，但維爾福一家的慘況卻令他不由得懷疑所為是否逾越天意；伯爵在故鄉馬賽與美蒂絲重逢，發現自己的復仇令她沉浸背叛摯愛和拋棄丈夫的悲傷中，更令他倍感空虛。所幸對伊夫堡苦牢的舊地重遊及尋得法利亞神父的獄中手稿終於讓伯爵重新獲得力量。他用唐泰斯的遭遇開導以為瓦朗蒂娜已死的馬克西米連，約定一個月後再見，然後前去完成最後的復仇──在羅馬，他見到被羅吉·萬帕擄獲的唐格拉爾，在萬帕刻意開出的巨額伙食費下，唐格拉爾幾乎花盡所帶的500萬，嘗到彷彿唐泰斯一般的痛苦。伯爵令唐格拉爾懺悔後饒其性命，讓因為折磨與恐懼而變得憔悴衰老的他帶著剩餘的5萬法郎苟活。
在故事的最後，伯爵依約將馬克西米連接到基督山小島，在考驗過他對瓦朗蒂娜忠貞不二的愛後，他把死而復生的佳人歸還給這位視如己出的年輕人；而伯爵也在瓦朗蒂娜的勸說下，接受海蒂對他的愛。末了，在將自己的巨額財富贈與新人後，伯爵與海蒂乘船消失在海的彼方，而大仲馬也藉瓦朗蒂娜之口留下給與讀者的啟示：
|  | 人類的一切智慧都包含在這两个词中：「等待」和「希望」！ |

## 主要角色

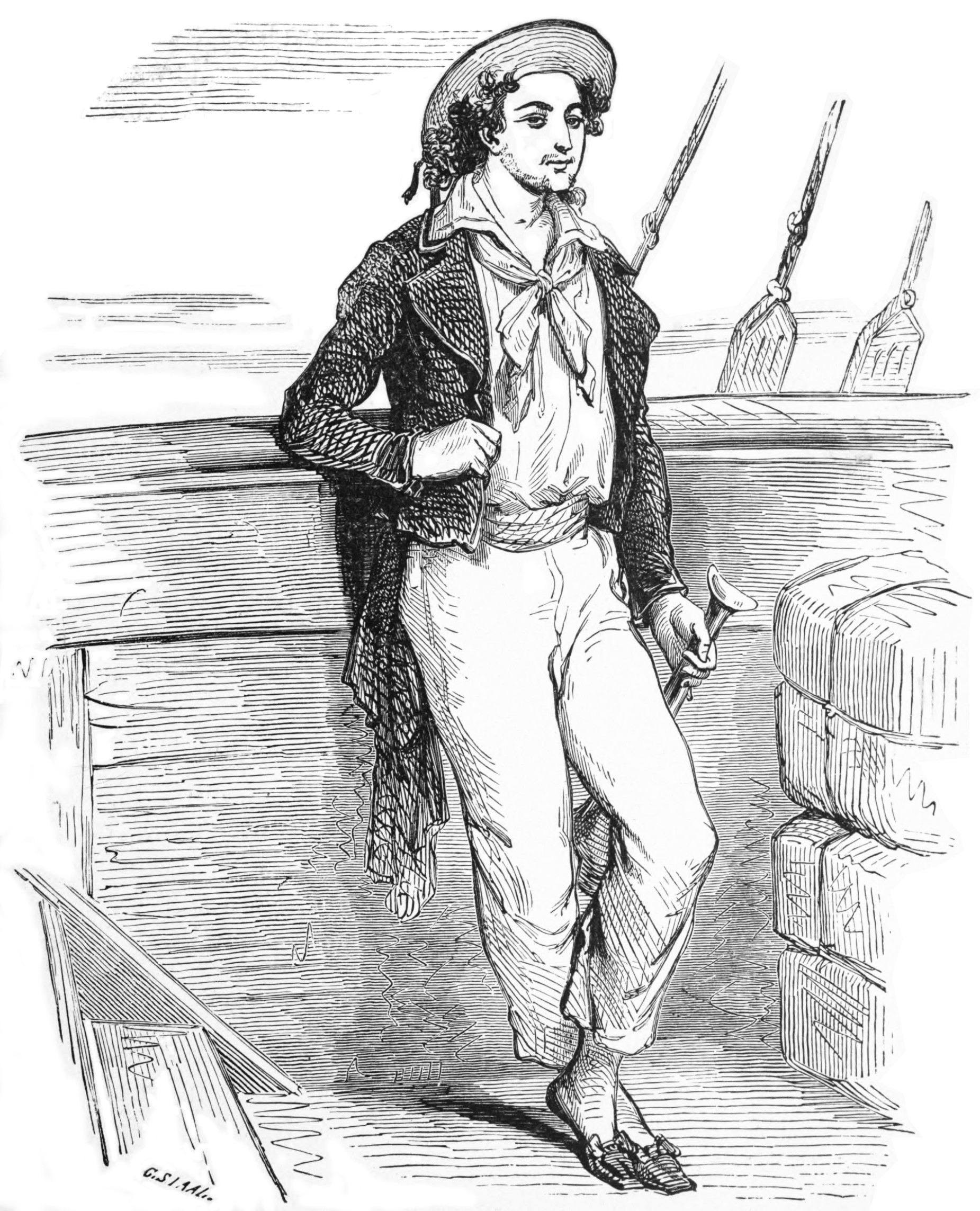
愛德蒙·唐泰斯

### 愛德蒙·唐泰斯和他使用過的名字
- 爱德蒙·唐泰斯（Edmond Dantès）：年少时为一船员，被仇家诬赖而坐牢。他失去了爱人美爾蒂丝，父亲也活活饿死。在牢中遇见法利亚神父，法利亚神父教了他很多知识，让他与入狱前的那个普通船员截然不同，成为一个知识渊博的人，同时法利亚神父告诉唐泰斯一个宝藏的所在地-基督山岛。唐泰斯成功逃狱后，找出宝藏，化名基督山伯爵，成為復仇者。开始向曾陷害自己的人们展开一连串的报复。曾經化身過水手辛巴達、威爾末爵士及布沙尼神父，遊走各方勢力。
- 基督山伯爵（Le Comte de Monte-Cristo）：逃出監獄並獲得巨額財富時唐泰斯所採用的身份。因此，基督山伯爵通常與純粹基於復仇的存在所帶來的冷酷和苦毒聯繫在一起。
- 湯普森·弗蘭奇（Thomson & French）：公司的首席文員，英國人。
- 水手辛巴德（Simbad le Marin）：唐泰斯在拯救莫雷爾家族時所扮演的角色，並在與走私者和強盜混在一起時所扮演的角色。
- 威廉莫爾爵士（Lord Wilmore）：英國人，當唐泰斯慷慨大方時使用此名，例如花钱拯救莫雷尔船长时。
- 布索尼神父（Abbé Busoni）：具有宗教權威的意大利神父的角色。
- 34號犯人（Number 34）：伊夫堡新任典獄長為了省事給他起的名字。
- 馬爾他水手（The Maltese Sailor）：他被來自走私者營救後起的名字，仅在离开伊夫岛后的短暂时间使用，並用馬爾他島的宗教習俗來為解釋自己苦牢生涯所留的長髮濃鬚。
- 扎科內先生（Monsieur Zaccone）：唐泰斯先以布索尼神父的身份，再次以威爾莫勳爵的身份告訴調查員，這是基督山伯爵的真名。

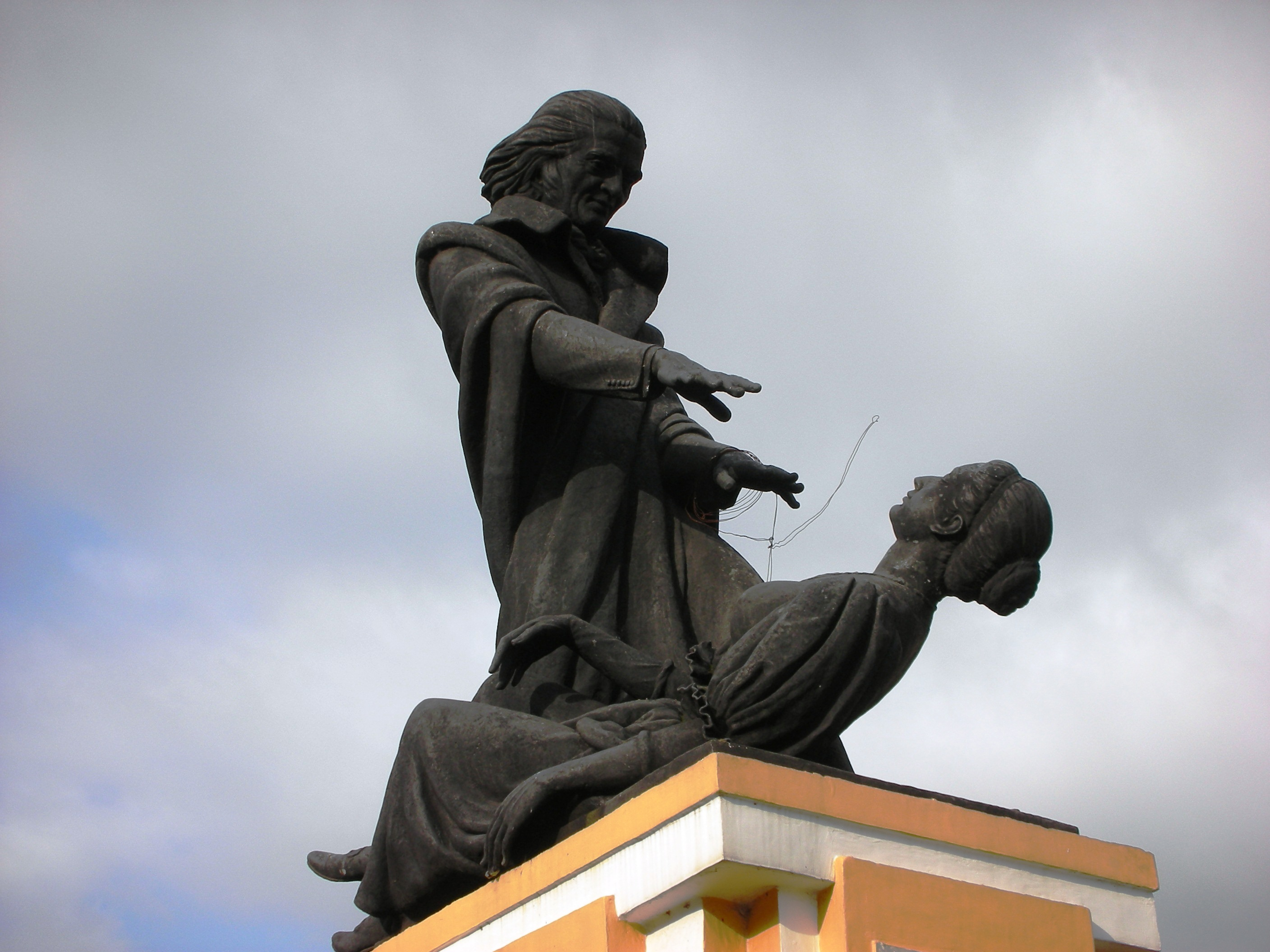
位於印度果阿帕納吉的法利亞神父的塑像

### 唐泰斯一方
- 路易斯·唐泰斯（Louis Dantès）：愛德蒙·唐泰斯的父親，在兒子被監禁期間死於飢餓。
- 法利亞神父（L'abbé Faria）：一名和唐泰斯一樣關押在監獄的老囚犯，是個知識淵博的神職人員，也是改變唐泰斯一生關鍵的核心人物。起初因為挖地道逃生卻陰錯陽差來到唐泰斯的牢房，後兩人結为好友。在相處過程法利亞神父教導了唐泰斯各種知識及語言，並成功幫他分析受冤案的遭遇。後來在挖地道途中癲癇症發作，臨死前告知唐泰斯有關基督山島寶藏的秘密，並囑咐其倘若有機會逃出生天一定要找到，是個影響唐泰斯一生的最大貴人。
- 喬凡尼·貝爾圖喬（Giovanni Bertuccio）：基督山伯爵的管家和非常忠誠的僕人。伯爵第一次見到他時，他扮演的是貝爾圖喬的懺悔神父布索尼神父，他目睹了维尔福杀婴的场景，并且将贝内代托收为了养子。
- 路易吉·萬帕（Luigi Vampa）：全羅馬最惡名昭彰的強盜首領，曾受基督山伯爵幫助拯救了即將被處決的同夥。在狂歡節中綁架阿爾貝，後來因基度山伯爵出面，才答應放了阿爾贝。後來逮到負債逃亡的唐格拉爾，在伯爵計劃下一步步榨乾唐格拉爾，完成伯爵的復仇。
- 佩皮諾（Peppino）：以前是牧羊人，成為萬帕幫派的成員。伯爵安排他在羅馬的公開處決被豁免，使他忠於伯爵。
- 阿里：基督山的努比亞奴隸，舌頭被當地的埃米爾割去了。后来成了伯爵重视的仆人。
- 巴蒂斯丁（Baptistin）：基督山的男侍從（valet-de-chambre）。
- 雅格布（Jacopo）：一個可憐的走私犯，幫助唐泰斯越獄後活了下來。當雅各布證明了他無私的忠誠時，唐泰斯用自己的船和船員來獎勵他。
- 海黛：希腊王艾林·鐵貝林的女兒，在全家被費爾南背叛出賣後，沦为奴隶被賣到土耳其。後來受基督山伯爵买回来收养。基督山复仇计划重要人物之一，她令基督山三位仇家中其中一位身败名裂而自杀。海蒂深爱基督山伯爵，并在基督山伯爵完成复仇后与他隐居。

### 莫爾塞夫一家
- 费尔南·蒙德哥：起初为馬賽附近西班牙人村莊的加泰羅尼亞漁民，因为他爱的人美爾塞蒂丝正要嫁给愛德蒙·唐泰斯，于是和唐格拉爾设计害他入狱。其后当了将军，化名莫尔塞夫伯爵（comte de Morcerf），娶了美爾塞蒂丝，生了儿子阿爾貝。基督山伯爵从費爾南兒子阿爾貝下手，渐渐展开对费尔南的复仇。因兒子拒絕為自己與基督山伯爵決鬥後，妻子與兒子紛紛棄他而去，最後在自家舉槍自盡。

- 美爾塞蒂絲·蒙德哥：爱德蒙·唐泰斯的年轻时恋人，在与唐泰斯订婚当夜，未婚夫被抓走並入狱之後嫁给了费尔南，生下兒子阿爾貝。第一眼见到基督山伯爵时，她就起了疑心。最後在得知丈夫對唐泰斯所做的惡事後，帶著兒子阿爾貝離家出走，最後回到馬賽港唐泰斯老家定居下來。

- 阿爾貝·德·莫尔塞夫（Albert de Morcerf）：费尔南与美爾塞蒂丝之子，曾被基督山伯爵救了一命（事实上是基督山伯爵精心的安排），而非常尊敬基督山伯爵。在父親種種的卑劣行徑被揭發出來後，一度想與基度山伯爵決一死戰，在良心發現後放弃了决斗，與母親離家出走，最後加入法国在阿爾及利亞的軍隊，遠走非洲受訓。

### 唐格拉爾一家
- 唐格拉尔（Danglars）：起初为一船员，妒忌爱德蒙·唐泰斯成为下一任船长，故联合费尔南诬赖唐泰斯，令唐泰斯含冤入狱。其后发了财，成为一位银行家。基督山伯爵出现在巴黎后，他的生意一落千丈，家庭也越来越混乱。最後因捲款潛逃，成了經濟犯被通緝，又被綁至羅馬強盜團，一身資產被掏盡，落得一夜白髮，只剩下五萬法郎度過餘生。

- 艾爾敏·唐格拉爾夫人（Madame Hermine Danglars）：原名 Baroness Hermine de Nargonne née de Servieux，曾經是寡婦，前夫在世時與已婚的热拉尔·德·维尔福有染，產下一個私生子貝內代托。
- 歐仁妮·唐格拉爾（Eugénie Danglars）：唐格拉爾男爵和艾尔敏·唐格拉爾的女兒。她自由奔放，立志成為一名獨立藝術家。

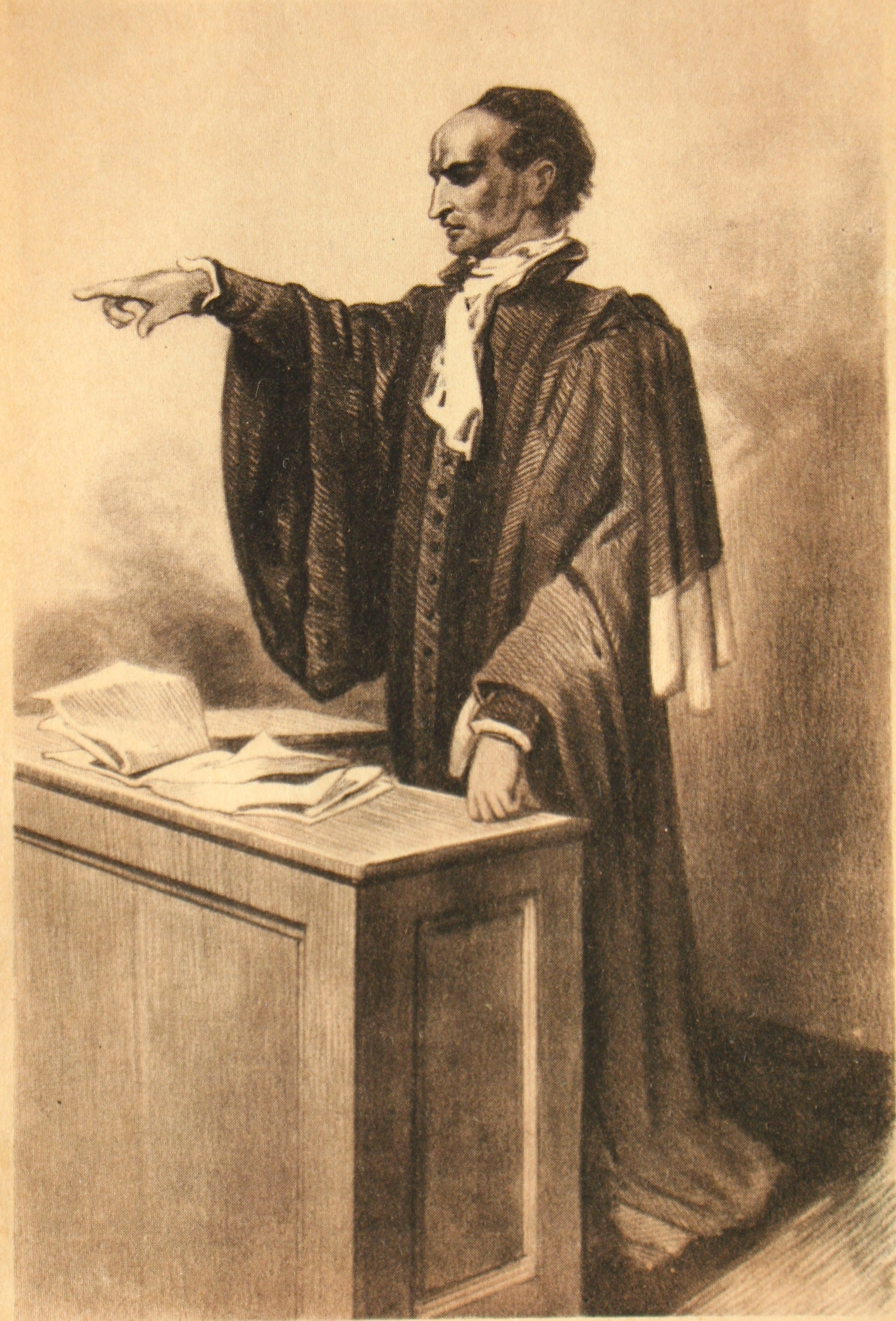
保羅·加瓦尼所作的熱拉爾·德·維爾福的形象

### 维尔福一家
- 热拉尔·德·维尔福（Gérard de Villefort）：爱德蒙·唐泰斯被诬赖时，负责审判唐泰斯的检察官。因为唐泰斯手上的信件與政治立場不同的父亲有關，加上可利用此機會替自己升官加爵，于是将证据烧掉，并且将唐泰斯判入监狱。后来，基督山伯爵出现在巴黎后，利用他當年私生子一事在法庭上給予嚴重打擊，在妻子與兒子自殺身亡同時，又遇見說出自己真名的基督山伯爵而崩潰發瘋。
- 蕾妮·德·維爾福（Renée de Villefort）：原名蕾妮·德·聖梅朗（Renée de Saint-Méran）熱拉爾·德·維爾福的第一任妻子，瓦朗蒂娜的生母。
- 聖梅朗侯爵和侯爵夫人（Marquis and Marquise de Saint-Méran）：蕾妮的父母，被维尔福的第二任妻子下药毒死。
- 瓦朗蒂娜·德·維爾福（Valentine de Villefort）：熱拉爾·德維爾福和他的第一任妻子蕾妮的女兒。愛上了馬克西米利安·莫雷爾。與弗朗茨·德·皮奈男爵訂婚，後被取消婚約。
- 努瓦迪埃·德·維爾福（Noirtier de Villefort）：热拉尔·德·维尔福的父親，瓦朗蒂娜、愛德華、貝內代托的祖父。一個堅定的波拿巴分子。他癱瘓了，只能用眼睛交流，但保留了他的智力並充當了瓦朗蒂娜的保護者。
- 愛蘿綺絲·德·維爾福（Héloïse de Villefort）：愛德華的的母親，热拉尔·德·维尔福的第二任妻子。
- 愛德華·德·维尔福（Édouard de Villefort）：維爾福唯一的合法兒子，被误害而死。

- 貝內代托（Benedetto）：與卡德魯斯同為監獄逃犯，在基度山伯爵巧計下扮演成安德烈·卡瓦尔坎蒂子爵（Andrea Cavalcanti），因和卡德魯斯一同偽裝，利用卡德魯斯潛入基度山伯爵宅邸偷竊，失風後又殺死卡德魯斯滅口。後來持續利用子爵身分，與唐格拉爾女兒聯婚，身分敗露後在婚禮當天脫逃。最後被逮，於公審庭上大膽承認自己原來是維爾福多年前活埋的私生子，嚴重打擊了維爾福的聲譽。

### 莫萊尔一家
- 皮埃爾·莫萊尔（Pierre Morrel）：唐泰斯的船東，在唐泰斯入狱时极力奔走并救济唐泰斯父親。十几年后莫莱尔一家生意惨淡，莫莱尔先生正准备自杀时，收到了不留名者（基督山伯爵）一大笔捐赠而渡过难关。
- 马西米利安·莫萊爾（Maximilian Morrel）：皮埃爾·莫雷爾的兒子，一名陸軍上尉，後來成為了伯爵的朋友。他愛上了瓦朗蒂娜·德·維爾福。
- 茱莉·艾爾布（Julie Herbault）：皮埃爾·莫萊爾的女兒。朱莉以及朱莉丈夫埃马纽埃尔所组成的家，是基督山伯爵在巴黎进行复仇时，唯一“能令我呼吸到新鲜空气的地方”。基督山伯爵极爱这家人，知道马西米蘭爱上維尔福之女瓦朗蒂娜，不惜放弃一部分报仇计划而抢救瓦朗蒂娜。
- 艾馬紐埃爾·艾爾布（Emmanuel Herbault）：莫萊爾父子公司的一名員工，後來與茱莉·莫雷爾結婚並取得了事業的成功。

### 其他人物
- 加斯帕德·卡德魯斯（Gaspard Caderousse）：原本是個裁縫師，當費爾南與唐格拉爾設計陷害愛德蒙時在場，雖然喝醉了卻記得其內容；後來是經營葛赫水道橋的客棧的掌櫃，在風雨之夜謀財害命，殺死首飾商並奪取了五萬法郎；由於因殺人致死罪入監服刑，卻又逃獄而出，最後在潛入基度山伯爵住宅行竊失敗後，遭到貝爾帝托所殺，臨死前得知布索尼神父的真實身分就是愛德蒙，跪下一隻腳請求愛德蒙的原諒。

全书人物关系图

## 改编作品

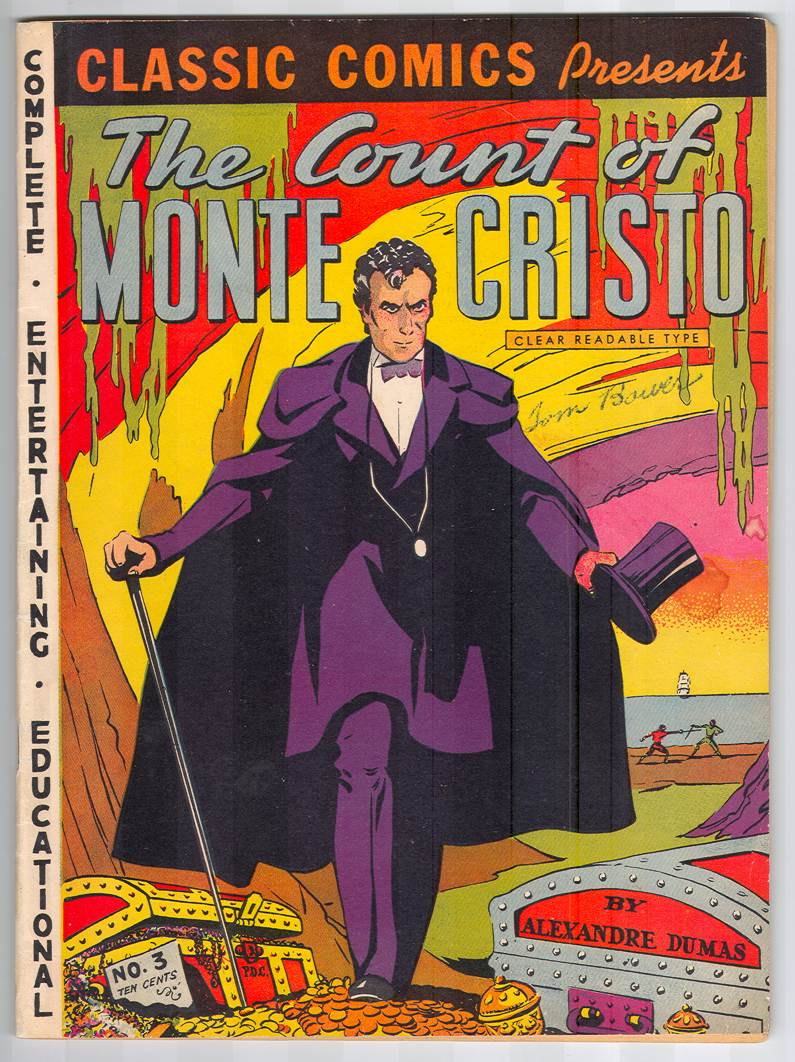
1942年漫画

### 電視劇
在法國內外都曾多次被拍成電視劇，法國本身最近一次是在1998年，被拍成四集的共七小時長的“電視電影”。
1977年，香港的無綫電視把《基督山伯爵》改編，把時代背景改在大陸時代的中華民國南部。劇集名為《大報復》，由鄭少秋、黃淑儀等主演。
2010年，《世间道》由中國大陆年轻导演唐天翼及香港名导李良成执导，焦恩俊、陈德容、启航(亓航）等演员倾情演出。是由北京星空印象文化艺术有限公司巨资打造，在多产的剧作品中独占鳌头。男女一号由“古装小生第一人”焦恩俊，从琼瑶戏中常勝演員陈德容分别担纲。
2011年《传奇之王》剧情与《基督山伯爵》有相似之处，该剧由柳云龙自导自演，剧中，柳云龙饰演的林天龙与王雅捷饰演的梅子有一段纠结痛苦的爱恨离合。林天龙入狱，梅子嫁給仇人。当林天龙越狱而出后，他要以最残忍却也最痛快的方式夺去仇人获得的一切，而他也要面对和昔日情人间的矛盾和痛苦。
2015年，中国电视剧《琅琊榜》走红，故事发生于参照南梁时代虚构的架空世界，因为其与小说在情节表达上有多处相似之处被称为“中国版”的《基督山伯爵》。
2018年4月日本富士電視台改編，劇名為《基度山恩仇記-華麗的復仇-》，由藤岡靛主演。故事舞台設定在現代的日本。主角被人陷害入獄，在歷盡滄桑後逃回日本，傷痛的他發現完全物是人非，未婚妻變成好友的妻子，在他發現自己曾經的好友們就是造成自己人生悲劇的幫兇後，主角決定要對這一切進行復仇，奪去仇人的一切。
2021年2月韓國KBS2改編，劇名為《基督山小姐》，由李昭娟主演，故事舞台設定在現代的韓國，但與過往的改編作品不同，且一改過往的主角統一為男性，韓國版的主角為女性。但女主角不知道的是，她與另外兩位自小就認識的閨蜜同時喜歡上同一個男人，還因此被那兩位利欲燻心的閨蜜聯手置於死地，大難不死之後，女主角以新身份展開了一場復仇的戰爭。

### 电影
《基督山伯爵》被多次拍成电影，較近年的版本是：

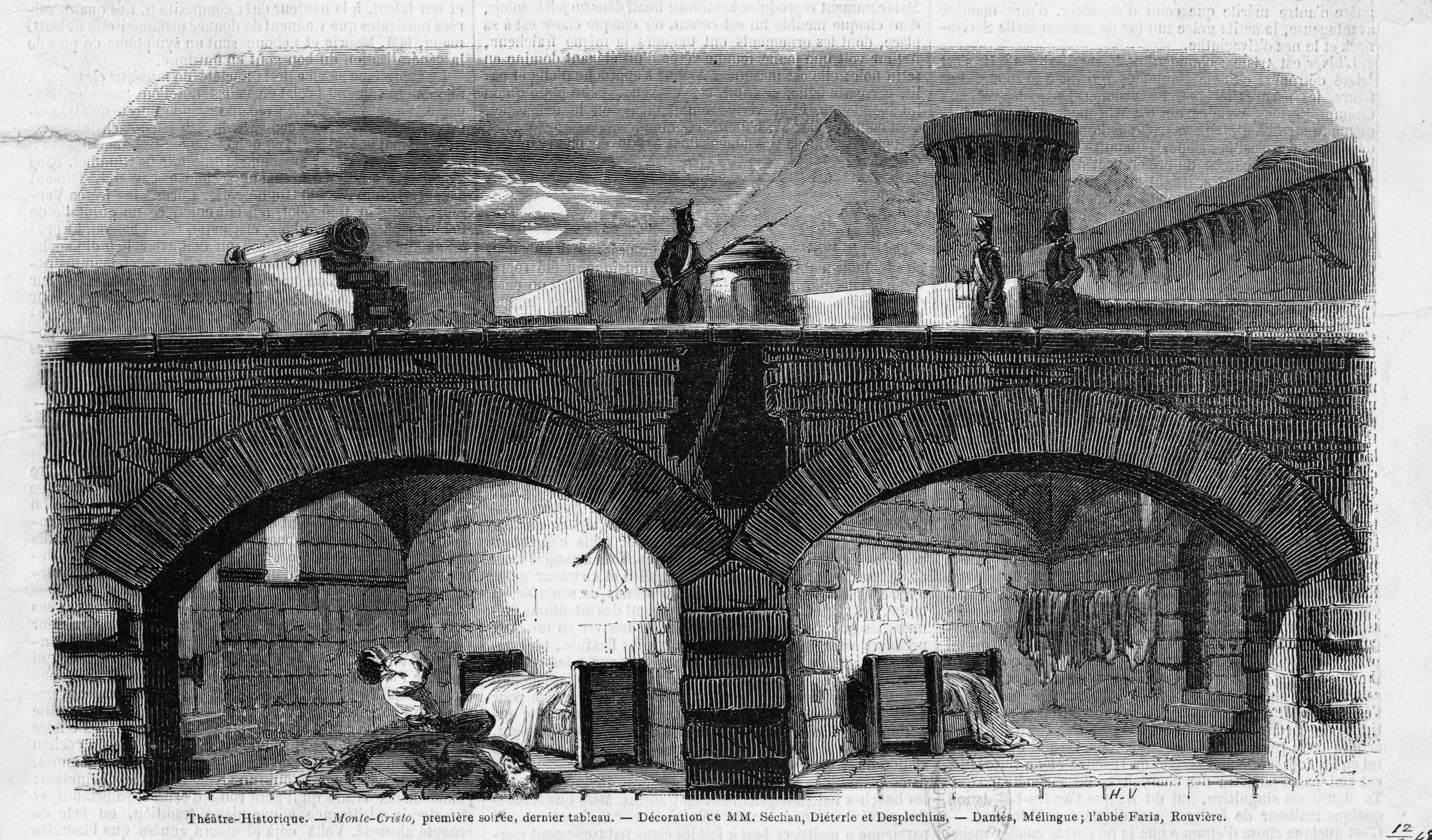
1848年《基督山伯爵》在歷史劇院（Théâtre-Historique）首映時的海報

美國2002年所拍的絕世英豪。
法國2024年所拍的基督山伯爵。

### 動畫
本編多次被改編拍成動畫，其中最新版的日本動畫《巖窟王》為同時參考了原作及美國科幻小說家Alfred Bester1956年的改編版小說「老虎！老虎！(Tiger! Tiger!)」的科幻舞台作品。

### 漫畫
以原小說的版本為時間背景，2014年至2015年，日本漫畫家森山繪凪曾在由白泉社發行的漫畫雜誌上，連載《基度山恩仇記》（『モンテ・クリスト伯爵』）。

### 手機遊戲
愛德蒙·唐泰斯／基度山伯爵（巖窟王）亦在2015年手機遊戲《Fate/Grand Order》之中以「Avenger」的職階登場，別名為「巖窟王」。
2024年7月在怪物彈珠中以基督山的身份在激獸神季登場。